# Ricardo Carreras
Ricardo Carreras, född den 8 december 1949, är en amerikansk boxare som tog OS-brons i bantamviktsboxning 1972 i München. I semifinalen förlorade han med 1-4 mot Alfonso Zamora från Mexiko.